# Arminza
Arminza (en euskera y oficialmente Armintza) es un barrio costero del municipio de Lemóniz, en Vizcaya (País Vasco).
Está situado en una ensenada natural protegida por la Punta de Kauko y el Peñón de Gaztelu. Sobre este último se construyó en el siglo XVIII dentro del plan para la defensa costera del Señorío de Vizcaya, un fortín con una pequeña batería de cañones que desapareció en el primer tercio del siglo XIX. Esta ensenada solía servir de refugio a los barcos durante los temporales y ha sido, al menos desde el siglo XIII, una pequeña aldea de pescadores. En la actualidad la pesca se mantiene prácticamente como una actividad marginal; habiéndose potenciado Arminza como localidad residencial y recreativa. Actualmente es la principal población del municipio, con cerca de 600 habitantes.

## Área
- Bajamar: 18.750 m²
- Pleamar: 7.500 m²